# Шасањ Сен Дени
Шасањ Сен Дени (фр. Chassagne-Saint-Denis) насеље је и општина у источној Француској у региону Франш-Конте, у департману Ду која припада префектури Безансон.
По подацима из 2011. године у општини је живело 116 становника, а густина насељености је износила 12,57 становника/km². Општина се простире на површини од 9,23 km². Налази се на средњој надморској висини од 540 метара (максималној 583 m, а минималној 420 m).

## Демографија
| 1962. | 1968. | 1975. | 1982. | 1990. | 1999. | 2011. |
| ----- | ----- | ----- | ----- | ----- | ----- | ----- |
| 72    | 79    | 56    | 85    | 100   | 111   | 116   |

График промене броја становника у току последњих година